# Stephanie (Schiff)
Die Stephanie war der erste Schaufelraddampfer auf dem Bodensee. Sie wurde 1817 von Johann Caspar Bodmer gebaut und in Betrieb gesetzt, konnte die in sie gesteckten Erwartungen jedoch nicht erfüllen.

## Vorgeschichte
Der aus Zürich stammende Tuchscherer Johann Caspar Bodmer betrieb in Konstanz eine kleine Baumwollspinnerei. Aus eigenem Interesse eignete er sich autodidaktisch auch viele technische Kenntnisse an.
Nach dem erfolgreichen Beginn der gewerblichen Dampfschifffahrt mit Robert Fultons North River Steamboat 1807 tauchten auch in der alten Welt mehr und mehr Dampfschiffe auf. Eines Tages las Bodmer in der Zeitung einen Artikel über die neuen Schiffe vor der englischen Küste. Begeistert von dieser neuen Technik, setzte sich Bodmer ohne eigene Kenntnisse im Schiffbau zum Ziel, Dampfschiffe auf dem Bodensee zu betreiben. Er konnte viele einflussreiche Persönlichkeiten zur Unterstützung überreden, darunter Ex-Königin Hortense von Holland und Großherzog Karl Ludwig von Baden. Innerhalb kurzer Zeit sammelte er ein Startkapital von 20.000 Gulden.

## Das Dampfschiff
Nach einer Studienreise nach England begann Bodmer mit zwei Schiffbauern auf dem Schiffmacherplatz im heutigen Konstanzer Stadtteil Petershausen (dem Standort des heutigen Kur- und Hallenbads) den Bau des Schiffs. Mangelnde Kenntnisse und Erfahrungen im Schiffbau machten mehrere zeitaufwendige und kostenintensive Änderungen am Rumpf erforderlich. Dadurch konnte die in England bestellte Dampfmaschine nicht mehr bezahlt werden, die Bodmer kurzerhand durch die 2 PS starke Dampfmaschine seiner Spinnerei ersetzte.
Nach dem Stapellauf am 30. September 1817 erhielt das Schiff zu Ehren der badischen Großherzogin den Namen Stephanie. Mitte April 1818 erfolgten erste Testfahrten wenige Kilometer den Rhein hinunter und wieder zurück. Die offizielle Jungfernfahrt führe am 29. April 1818 nach Meersburg, für die acht Kilometer lange Strecke benötigte das Schiff vier Stunden. Auf der Rückfahrt versagte die Dampfmaschine den Dienst, und die Passagiere, darunter hochgestellte Persönlichkeiten, mussten zu den Rudern greifen.

## Nachgeschichte
Bodmer floh, wirtschaftlich ruiniert und außer der Schmach auch Repressalien fürchtend, nach Meersburg. Er soll später an einem Eisenbahnprojekt in Ungarn beteiligt gewesen sein. Bodmer starb im Jahr 1827.
Die verwaiste Stephanie ankerte im Konstanzer Seerhein, bis sie 1821 versteigert und abgewrackt wurde. Die kurze Dienstzeit brachte ihr den Spottnamen „Steh-fahr-nie“ ein. Die Stephanie war zwar das erste funktionierende Dampfschiff auf dem Bodensee, konnte aber nur wenige Testfahrten und die missglückte Jungfernfahrt absolvieren. Daher wird das erste Dampfschiff auf dem Bodensee, das den regulären Schiffsbetrieb aufnehmen konnte, häufig als das „offiziell erste Dampfschiff auf dem Bodensee“ bezeichnet. „Der ‚Wilhelm‘ aber, das erste Dampfschiff des Bodensees, fuhr mit der Maschine, die Bodmer in England bestellt hatte.“